# Asemostera daedalus
Asemostera daedalus là một loài nhện trong họ Linyphiidae. Loài này được phát hiện ở Costa Rica, Panama và Colombia.